# Sus (Pirineos Atlánticos)
 Sus  es una población y comuna francesa, en la región de Nueva Aquitania, departamento de Pirineos Atlánticos, en el distrito de Oloron-Sainte-Marie y cantón de Navarrenx.

## Demografía
| 364 | 366 | 555 | 435 | 481 | 485 | 489 | 484 | 513 | 493 | 484 | 452 | 433 | 466 | 422 | 425 | 420 | 442 | 428 | 437 | 373 | 378 | 364 | 344 | 344 | 298 | 346 | 277 | 284 | 299 | 303 | 312 | 387 | 336 |
| Para los censos de 1962 a 1999 la población legal corresponde a la población sin duplicidades (Fuente: INSEE [Consultar]) |     |     |     |     |     |     |     |     |     |     |     |     |     |     |     |     |     |     |     |     |     |     |     |     |     |     |     |     |     |     |     |     |     |